# Bratřínov
Bratřínov är en ort i Tjeckien.   Den ligger i regionen Mellersta Böhmen, i den centrala delen av landet, 28 km söder om huvudstaden Prag. Bratřínov ligger 323 meter över havet och antalet invånare är 115.
Terrängen runt Bratřínov är platt åt sydväst, men åt nordost är den kuperad. Runt Bratřínov är det ganska glesbefolkat, med 24 invånare per kvadratkilometer. Närmaste större samhälle är Modřany, 19,4 km norr om Bratřínov. Omgivningarna runt Bratřínov är en mosaik av jordbruksmark och naturlig växtlighet.